# Mârșa
Mârşa es una comuna ubicada en el distrito de Giurgiu, Rumania.

## Superficie
Cuenta con una superficie de 70,36 kilómetros cuadrados.

## Demografía
Hasta 2021 la población era de 2646 habitantes, con una densidad de población de 37,61 habitantes por kilómetro cuadrado.